# Harvey Grant
Harvey Grant, född 4 juli 1965 i Augusta i Georgia, är en amerikansk före detta professionell basketspelare (SF) som tillbringade elva säsonger (1988–1999) i den nordamerikanska basketligan National Basketball Association (NBA), där han spelade för Washington Bullets, Portland Trail Blazers, Washington Wizards och Philadelphia 76ers. Under sin karriär gjorde han 7 781 poäng (9,9 poäng per match), 1 219 assists och 3 436 rebounds, räddningar från att bollen ska hamna i nätkorgen, på 783 grundspelsmatcher.
Han draftades i första rundan i 1988 års draft av Washington Bullets som tolfte spelare totalt.
Han är tvillingbror till den före detta basketspelaren Horace Grant och far till basketspelarna Jerami Grant och Jerian Grant som båda spelar i NBA.